# Haimar Zubeldia
Haimar Zubeldia Agirre (Usurbil, 1 april 1977) is een voormalig Baskisch wielrenner. De jongere broer van Zubeldia, Joseba, was ook profwielrenner. Zubeldia was een ronderenner, die naast goed klimmen ook een goede tijdrit kon rijden.

## Biografie
De in het Baskische Usurbil geboren Zubeldia werd prof in 1998 bij Euskaltel-Euskadi. Hij brak twee jaar later door met de eindzege in de Euskal Bizikleta en een tweede plaats in de Dauphiné Libéré. Toch stokte Zubeldia's ontwikkeling een beetje in 2001 en ook 2002 was geen geweldig succesjaar. Wel werd hij vierde in de Dauphiné Libéré, waarin hij het jongerenklassement won, en elfde in de Ronde van Spanje.
In 2003 liet hij eindelijk zijn kwaliteiten zien in de Ronde van Frankrijk. Hoewel hij wat in de schaduw van zijn ploeggenoot Iban Mayo stond, eindigde de betere tijdrijder Zubeldia vijfde in het eindklassement, één plaats hoger dan Mayo. Sindsdien ging het, net zoals bij Mayo, bergaf met zijn carrière. In de Ronde van Frankrijk van 2004 kon Zubeldia geen potten breken. Zubeldia zag in dat het beter moest en reed in 2005 de Giro als voorbereiding op de Tour. Hij werd, vrij onopvallend, vijftiende in de Tour van dat jaar. In het najaar reed hij ook nog een goede Clásica San Sebastián, in zijn Baskenland. In 2006 liet Zubeldia zich weer voorin zien in de Tour. Hij behaalde enkele toptien-plaatsen in de lastige bergritten en behaalde een negende plaats in de eindrangschikking.
In 2007 evenaarde Zubeldia zijn prestatie uit 2003, hij werd opnieuw vijfde in het eindklassement van de Ronde van Frankrijk. Ook was hij in de aanval in de vijftiende etappe, wat hem uiteindelijk een derde plaats in de rituitslag opleverde, achter Aleksandr Vinokoerov en Kim Kirchen.
In 2009 vertrok Zubeldia naar Astana, waarmee hij een loopbaan van elf jaar bij zijn vorige werkgever Euskaltel beëindigde. Een jaar later verhuisde hij opnieuw naar een andere ploeg en ging hij aan de slag bij Team RadioShack. In 2014 ging hij verder voor Trek Factory Racing. Als vervanger van ploeggenoot André Cardoso (betrapt op epo) nam hij in 2017 op 40-jarige leeftijd voor de zestiende keer deel aan de Tour de France. Tijdens deze Tour de France kondigde hij zijn afscheid aan. Tijdens de in zijn eigen streek (Baskenland) verreden wedstrijd Clásica San Sebastián nam hij een week na de Tour de France afscheid als beroepsrenner. Als eerbetoon reed hij deze koers met het rugnummer 1.

## Belangrijkste overwinningen
2000
4e etappe deel B Euskal Bizikleta
Eindklassement Euskal Bizikleta
2009
4e etappe Ronde van Frankrijk (ploegentijdrit)
2010
Proloog Ronde van de Ain
Eindklassement Ronde van de Ain

## Resultaten in voornaamste wedstrijden
| Jaar | Ronde van Italië | Ronde van Frankrijk | Ronde van Spanje |
| ---- | ---------------- | ------------------- | ---------------- |
| 1998 |                  |                     |                  |
| 1999 |                  |                     |                  |
| 2000 |                  |                     | 10e              |
| 2001 |                  | 73e                 | 43e              |
| 2002 |                  | 39e                 | 11e              |
| 2003 |                  | 5e                  |                  |
| 2004 |                  | opgave              | 40e              |
| 2005 | 49e              | 15e                 |                  |
| 2006 |                  | 9e                  | 34e              |
| 2007 |                  | 4e                  | 44e              |
| 2008 |                  | 45e                 |                  |
| 2009 |                  | 27e                 | 14e              |
| 2010 |                  |                     |                  |
| 2011 |                  | 16e                 | 25e              |
| 2012 |                  | 6e                  |                  |
| 2013 |                  | 36e                 | opgave           |
| 2014 |                  | 8e                  | opgave           |
| 2015 |                  | 62e                 | 23e              |
| 2016 |                  | 24e                 | 19e              |
| 2017 |                  | 52e                 |                  |

| Jaar | Milaan-San Remo | Amstel Gold Race | Luik-Bast.‑Luik | Ronde van Lombardije | Clásica San Sebastián | Waalse Pijl |  | WK op de weg |  | Wereldranglijsten |
| ---- | --------------- | ---------------- | --------------- | -------------------- | --------------------- | ----------- |  | ------------ |  | ----------------- |
| 1998 |                 |                  |                 |                      | 79e                   |             |  |              |  |                   |
| 1999 |                 |                  |                 |                      | 18e                   |             |  |              |  |                   |
| 2000 |                 |                  |                 |                      | 31e                   |             |  | opgave       |  |                   |
| 2001 |                 |                  |                 |                      |                       |             |  |              |  |                   |
| 2002 |                 |                  |                 | 55e                  |                       |             |  | 126e         |  |                   |
| 2003 |                 |                  |                 |                      |                       |             |  |              |  |                   |
| 2004 | opgave          |                  |                 |                      | 104e                  |             |  |              |  |                   |
| 2005 |                 |                  |                 |                      | 7e                    |             |  |              |  | 112e (UPT)        |
| 2006 |                 |                  |                 |                      | 36e                   |             |  |              |  | 83e (UPT)         |
| 2007 |                 |                  |                 |                      | 23e                   |             |  |              |  | 44e (UPT)         |
| 2008 |                 |                  |                 |                      | 9e                    |             |  |              |  | 22e (UPT)         |
| 2009 |                 |                  | 70e             |                      | 26e                   | 43e         |  |              |  | 44e (UWK)         |
| 2010 |                 | 17e              | 52e             | opgave               | 4e                    | 24e         |  | 39e          |  | 64e (UWK)         |
| 2011 |                 | 94e              | 42e             | opgave               | 7e                    | 58e         |  |              |  | 106e (UWT)        |
| 2012 |                 |                  |                 | opgave               | 14e                   |             |  |              |  | 56e (UWT)         |
| 2013 |                 | 47e              | 43e             | opgave               | 53e                   | 26e         |  |              |  |                   |
| 2014 |                 | opgave           |                 |                      | 7e                    |             |  |              |  | 62e (UWT)         |
| 2015 |                 |                  |                 | 43e                  |                       |             |  |              |  | 148e (UWT)        |
| 2016 |                 |                  | 150e            | opgave               | 18e                   | opgave      |  |              |  | 191e (UWT)        |
| 2017 |                 |                  |                 |                      | 29e                   | 76e         |  |              |  |                   |

## Ploegen
- 1998 –  Euskaltel-Euskadi
- 1999 –  Euskaltel-Euskadi
- 2000 –  Euskaltel-Euskadi
- 2001 –  Euskaltel-Euskadi
- 2002 –  Euskaltel-Euskadi
- 2003 –  Euskaltel-Euskadi
- 2004 –  Euskaltel-Euskadi
- 2005 –  Euskaltel-Euskadi
- 2006 –  Euskaltel-Euskadi
- 2007 –  Euskaltel-Euskadi
- 2008 –  Euskaltel-Euskadi
- 2009 –  Astana
- 2010 –  Team RadioShack
- 2011 –  Team RadioShack
- 2012 –  RadioShack-Nissan-Trek
- 2013 –  RadioShack Leopard
- 2014 –  Trek Factory Racing
- 2015 –  Trek Factory Racing
- 2016 –  Trek-Segafredo
- 2017 –  Trek-Segafredo